# دوورسکویه
دوورسکویه (به لاتین: Dvorskoye) یک منطقهٔ مسکونی در روسیه است که در سرزمین آلتای واقع شده‌است.